# Tony Orrell
Tony „Jack High“ Orrell (* um 1955) ist ein britischer Jazzmusiker (Schlagzeug), der vorwiegend in der Jazzszene von Bristol tätig ist.

## Leben und Wirken
Orrell kam 1973 auf der Suche nach Arbeit als Schlagzeuger nach Bristol, wo er zwischen 1974 und 1980 vorrangig mit lokalen Musikern arbeitete. U.a. spielte er mit Rockin’ Robert und den Wild Beasts/Juan Footers, 1979 bis 1989 im Bereich des Modern Jazz mit den Formationen Spirit Level und bei Sphere, u. a. mit Andy Sheppard. 1982 entstanden Aufnahmen mit Spirit Level (mit Dave Holdsworth, Paul Dunmall, Tim Richards, Paul Ansley) in London (Mice in the Wallet). Von 1990 bis 2000 war er als Erzieher im Vorschulbereich tätig; daneben spielte er als Musiker im Duo Gas Giants mit Will Gregory, im Trio mit Gregory und Adrian Utley, später mit San Ilya (They Died for Beauty) und als Sessionmusiker mit dem Synthpopduo Goldfrapp (Felt Mountain, 1999). Ab Ende der 1980er spielte er in einigen Gruppen von Paul Dunmall, zu hören auf Alben wie That's My Life (mit Paul Rogers) und Deep See (mit Jim Barr).
In den 2000er-Jahren initiierte Orrell das Projekt Movies + Shakers in Schulen; weiterhin spielte er im Trio mit Pat Thomas und Dominic Lash (BleySchool, 2018). Im Bereich des Jazz war er laut Tom Lord zwischen 1982 und 2018 angeblich nur an sieben Aufnahmesessions beteiligt . Im Laufe seiner Karriere spielte Orrell außerdem mit Musikern wie Elton Dean, Art Themen, Evan Parker, Keith Tippett, Larry Stabbins, Pete McPhail, Matthew Bourne, Jerry Dammers, Ray Russell, Eugene Chadbourne, Slim Gaillard, Marc Ribot, Trevor Watts, Charles Hazlewood und Percy Pursglove. In den 2020er-Jahren trat er mit seiner (mit zwei Schlagzeugern besetzten) Gruppe Big Top in Bristol auf.

## Diskographische Hinweise
- Spirit Level: Proud Owners (Spotlite, 1984, mit Dave Holdsworth, Paul Dunmall, Tim Richards, Paul Ansley)
- Sphere: Present Tense (Cadillac Records, 1984, mit Andy Sheppard, Geoff Williams, Pete Maxfield)
- Jack Walrath with Spirit Level: Killer Bunnies (Spotlite, 1986)
- Startled Insects: Curse of the Phermones (New Antilles 1987, mit Martin Veysey, Dick Cuthell, Mark Langford, Ray Colomb, Will Gregory, Kathy Stevens, Chas Dickie, Marco Anderson, Simon Preston)
- Vyv Hope-Scott and Tony Orrell: The Jellilalas (2013)
- Paul Dunmall, Percy Pursglove, Tony Orrell: Nothing in Stone (FMR Records, 2018)
- Pat Thomas, Dominic Lash & Tony Orrell: BleySchool: Where? (2024)